# Канозеро (озеро, Архангельская область)
Канозеро — озеро на территории Онежского района Архангельской области.

## Общие сведения
Площадь озера — 1,2 км². Располагается на высоте 36,6 метров над уровнем моря.
Форма озера лопастная, продолговатая: вытянуто с северо-запада на юго-восток. Берега изрезанные, каменисто-песчаные, преимущественно возвышенные, местами заболоченные.
С юго-западной стороны озера вытекает безымянный водоток, впадающий в озеро Большое Ухтинское, из которого вытекает протока Ухта, впадающая в озеро Нижнеухтинское. Через Нижнеухтинское протекает река Ухта, которая втекает в реку Нименьгу, впадающую в Онежскую губу Белого моря (Поморский берег).
В озере расположено не менее шести безымянных островов различной площади.
Северо-западную оконечность озера огибает линия железной дороги Беломорск — Обозерская.
Код объекта в государственном водном реестре — 03010000211102000009310.